# Sun Linlin
Dans ce nom chinois, le nom de famille, Sun, précède le nom personnel.
Pour les articles homonymes, voir Sun.
Sun Linlin (chinois : 孙琳琳), née le 3 octobre 1988 à Dandong, est une patineuse de vitesse sur piste courte chinoise.

## Palmarès

### Jeux olympiques
| Épreuve / Édition | Vancouver 2010                 |
| ----------------- | ------------------------------ |
| 1000 m            | 10e                            |
| 1500 m            | 10e                            |
| Relais 3000 m     | Médaille d'or, Jeux olympiques |